# Ramón Soliva Vidal
Ramón Soliva Vidal (La Torre de Cabdella, 29 de mayo de 1912 - Barcelona, 23 de febrero de 1973) fue un político y militar español.

## Biografía
Nació en La Torre de Cabdella el 29 de mayo de 1912, en el seno de una familia de clase trabajadora. Obrero electricista de profesión, en su juventud trabajó para la compañía de Riegos y Fuerzas del Ebro, de la cual sería despedido por su actividad sindical. El 23 de julio de 1936, poco después del estallido de la Guerra civil, ingresó en el Partido Socialista Unificado de Cataluña (PSUC). Se unió a las milicias del PSUC, combatiendo en el frente de Aragón. Posteriormente mandaría la 124.ª Brigada Mixta y la 45.ª División, teniendo una actuación destacada en la batalla del Ebro. En la batalla de Teruel, Ramón Soliva estuvo al mando de la división conocida como “La Bruja”, sobrenombre obtenido por sus exitosas incursiones nocturnas en el frente de Aragón, para que otros cuerpos del ejército se replegaran a posiciones seguras, mientras que el enemigo avanzaba. Tras el final de la guerra marchó al exilio hacia Argelia, instalándose posteriormente en la Unión Soviética.
Cursó estudios en la Academia Militar Frunze, incorporándose también al Ejército Rojo con el rango de teniente coronel. Posteriormente trabajaría como obrero electricista. Durante la década de 1960 estuvo destinado en Cuba como asesor militar, donde tuvo un papel notable en la organización de las Fuerzas Armadas Revolucionarias de Cuba. En esta etapa utilizó el nombre falso de «Roberto Roca». Según Gregorio Morán, Soliva habría actuado de enlace entre el PCE, el PCUS y el PCC.
Regresó a España a comienzos de la década de 1970. Falleció en el 23 de febrero de 1973, víctima de un cáncer de próstata.